# Armband

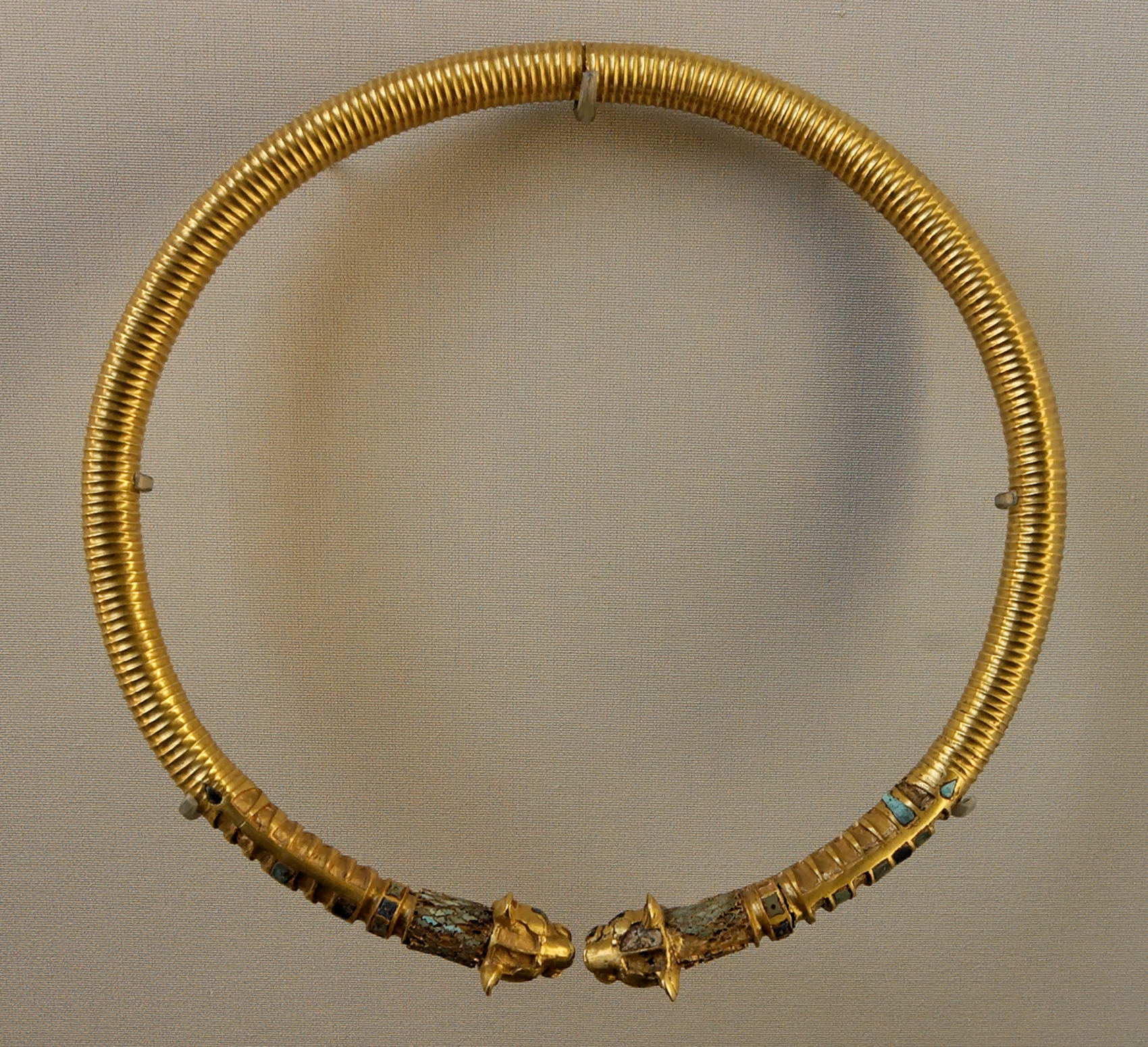
Antieke Perzische armband

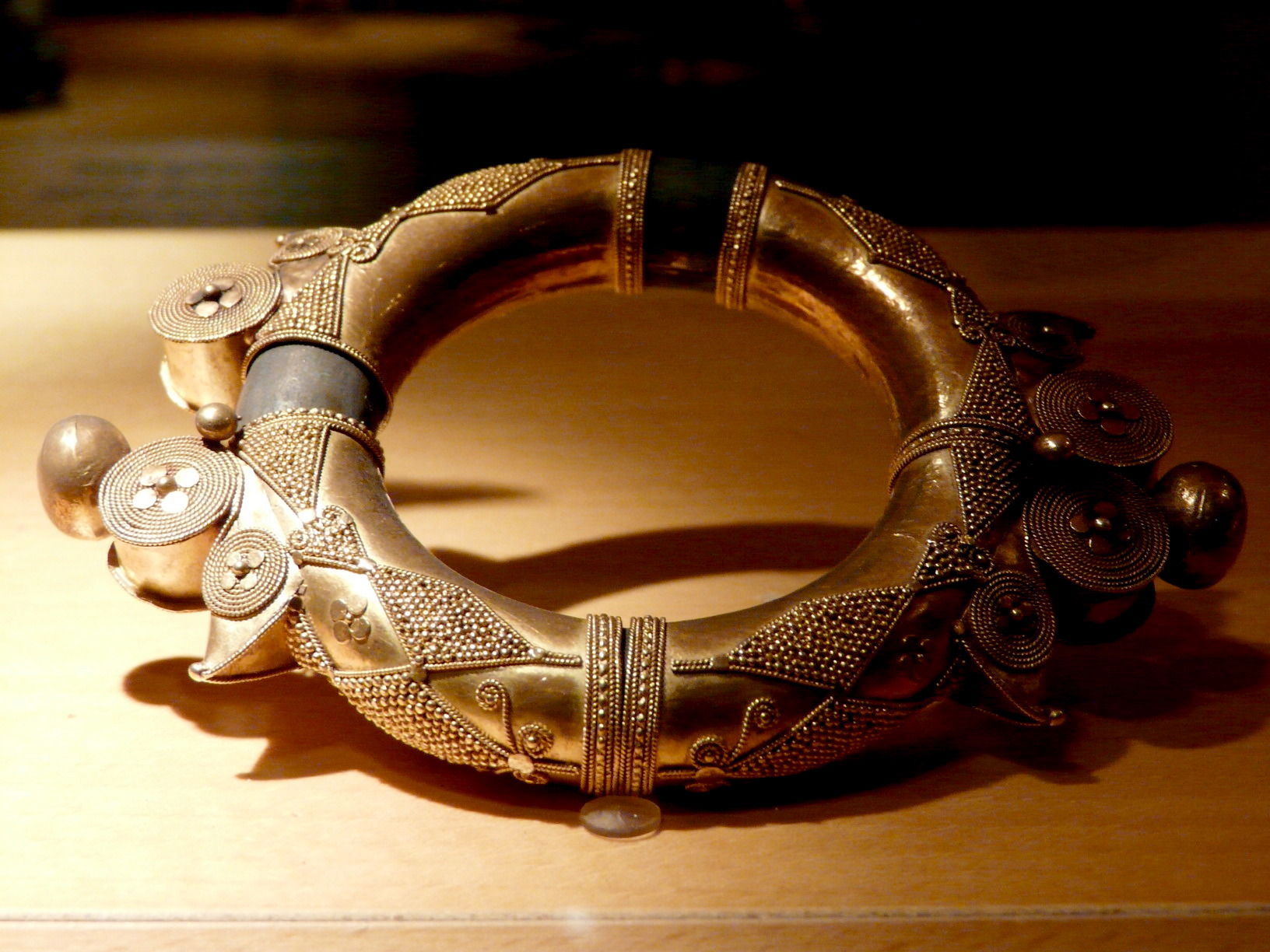
Armband, gedragen door een hoofdman in Indonesië

Een armband is een sieraad dat om de pols (onderarmband of polsband) of bovenarm (bovenarmband) wordt gedragen.
Armbanden kunnen flexibel zijn of een vaste ringvorm hebben. Ze kunnen gemaakt zijn van diverse materialen waaronder kralen, diverse metalen, hout, kunststof, touw of wol.
Bijzondere soorten armbanden zijn de schakelketting, de bedelarmband, het zweetbandje en de slavenarmband. In 2004 en 2005 werd het dragen van armbandjes van gekleurd rubber populair. Deze armbandjes gaven aan dat de drager betrokken is bij een goed doel. De eerste die hiermee kwam was Lance Armstrong met de gele Livestrong-armbandjes voor de kankerbestrijding.
Een andere soort van armbandjes zij de zogenaamde spikes. Deze worden vooral gedragen in de metal en de gothic cultuur.

## Functie
Naast esthetische redenen worden armbanden ook gebruikt om een functie van de drager duidelijk kenbaar te maken. Een paar voorbeelden:
- Hospikken of leden van de militaire politie dragen een armband om hen van de gewone manschappen te kunnen onderscheiden.
- Belgische politieagenten in burgerkleding (bijvoorbeeld de recherche) dragen een rode armband om zich te identificeren wanneer zij hun bevoegdheden gebruiken.
- De aanvoerder van een sportteam is vaak aan een armband herkenbaar.

Daarnaast werden armbanden ook vaak gebruikt om aan te geven dat de drager lid was van een bepaalde politieke beweging, en geeft een zwarte armband vaak aan dat de drager ervan in rouw is.

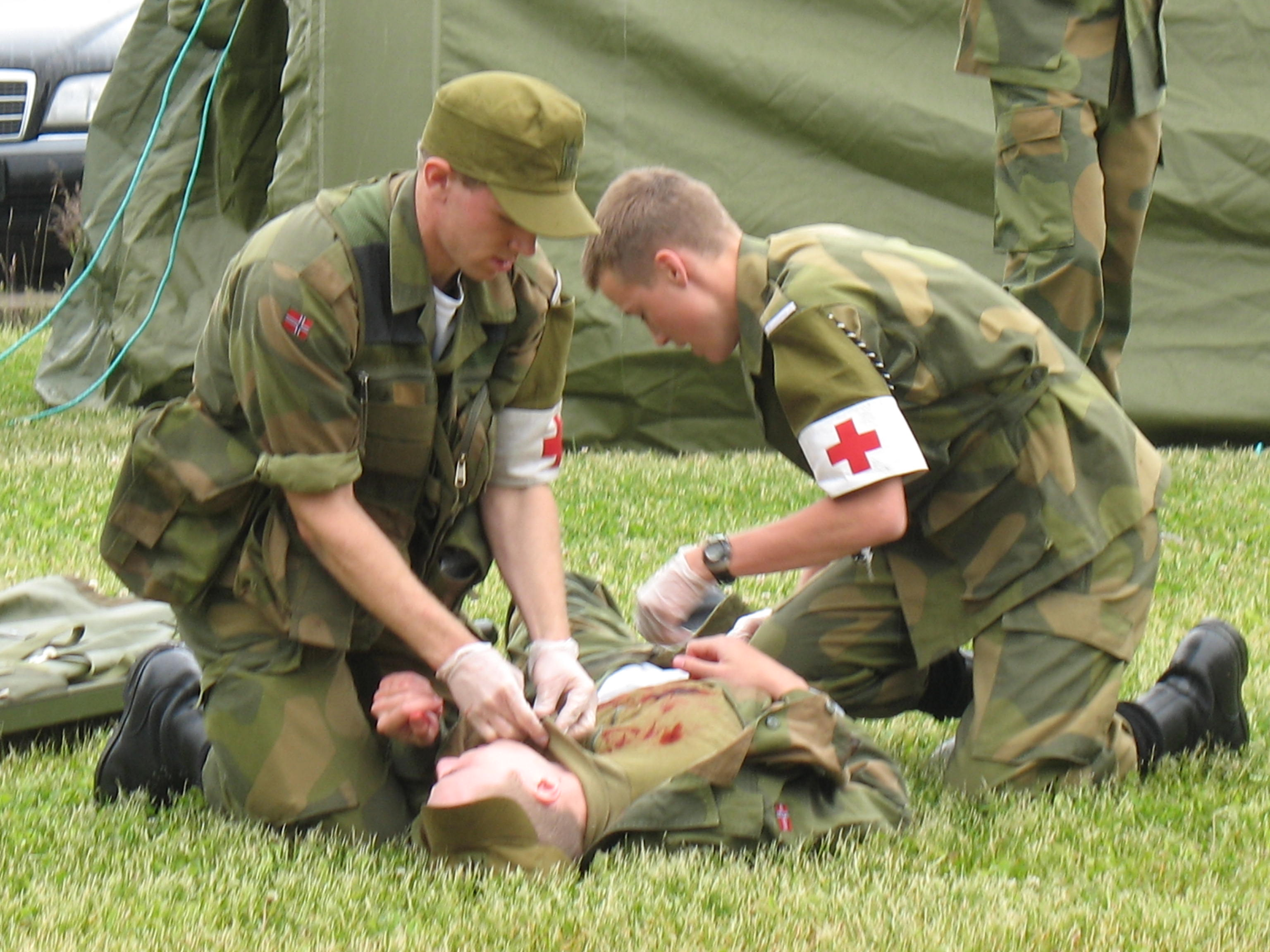
Hulpverleners van de Hans Majestet Kongens Garde
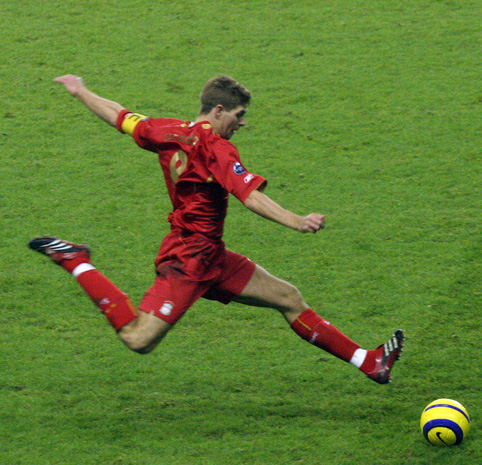
Steven Gerrard met aanvoerdersband

## Trivia
Een vergelijkbaar sieraad om de hals heet een halsketting of collier.  Een vergelijkbaar sieraad om de enkel heet een enkelband — meestal aangeduid met het verkleinwoord enkelbandje, ter onderscheiding met een enkelband voor elektronisch huisarrest. Een vergelijkbaar sieraad om de vinger heet een ring. In het Engels betekent 'armband' een versie die op de bovenarm wordt gedragen en 'bracelet' rond de pols.